# Hermann Mattes
Hermann Mattes (* 1949) ist ein deutscher Biologe und war bis 2015 Professor für Tierökologie an der Universität Münster.

## Leben
Hermann Mattes studierte ab 1968 Biologie und Chemie an der Universität Hohenheim und arbeitete dort an der standortkundlichen Forschungsabteilung in Ravensburg-Bavendorf mit. 1978 folgte die Promotion zum Dr. rer. nat. bei Friedrich-Karl Holtmeier an der Universität Münster. Anschließend war er Wissenschaftlicher Assistent am Institut für Ökologie der TU Berlin und ab 1982 Hochschulassistent am Institut für Geographie der Universität Münster. 1988 wurde er habilitiert und erhielt die Venia legendi für Biogeographie und Landschaftsökologie. Er arbeitete ab 1988 ein Jahr als Wissenschaftlicher Angestellter an der Vogelwarte Sempach, Schweiz, und war von 1989 bis 2015 Professor (C3) am Institut für Landschaftsökologie am Fachbereich Geowissenschaften der Universität Münster.

## Wirken
Mattes arbeitet vor allem zur Ökologie von Vogelgemeinschaften und Lebensgemeinschaften in Wäldern. Er untersucht die Ausbreitungsökologie und analysiert die Arealveränderungen von Tieren und arbeitet zu biozönotischen Konnexen.

## Schriften (Auswahl)
- Der Tannenhäher (Nucifraga caryocatactes (l.)) im Engadin: Studien zu seiner Ökologie und Funktion im Arvenwald (Pinus cembra L.). (= Münstersche Geographische Arbeiten. Bd. 2). Schöningh, Paderborn 1978, ISBN 3-506-73202-1 (Dissertation, Universität Münster, 1978).
- Die Lebensgemeinschaft von Tannenhäher, Nucifraga caryocatactes (L.), und Arve, Pinus cembra L., und ihre forstliche Bedeutung in der oberen Gebirgswaldstufe. Eidg. Anstalt für das forstliche Versuchswesen, Birmensdorf 1982.
- Untersuchungen zur Ökologie und Biogeographie der Vogelgemeinschaften des Lärchen-Arvenwaldes im Engadin (= Münstersche Geographische Arbeiten. Bd. 30). Schöningh, Paderborn 1988, ISBN 3-506-73230-7 (Habilitationsschrift, Universität Münster, 1988).
- (mit Remo Maurizio und Wolfram Bürkli) Die Vogelwelt im Oberengadin, Bergell und Puschlav. Ein Naturführer zur Avifauna in einem inneralpinen Gebiet. Schweizerische Vogelwarte, Sempach 2005, ISBN 3-9523006-0-8.